# Општина Драгомирешти (Дамбовица)
Драгомирешти (рум. Dragomireşti) општина је у Румунији у округу Дамбовица.
Oпштина се налази на надморској висини од 281 m.